# G.O.R.A.
G.O.R.A. este un film turcesc de comedie science-fiction din 2004, în regia lui Ömer Faruk Sorak. În rolul principal joacă actorul Cem Yılmaz, în rolul unui agent de vânzări de covoare vechi, care este răpit de extratereștri de pe planeta G.O.R.A. Filmul, care a fost lansat la nivel național în toată Turcia la 5 noiembrie 2004 , a fost unul dintre filme turcești cu cele mai mari încasări din 2004. A avut două continuări A.R.O.G (în 2008) și Arif V 216 (în 2018).

## Rezumat
Filmul este despre un vânzător de covoare vechi, Arif (interpretat de Cem Yılmaz), care este răpit de extratereștrii de pe planetă G.O.R.A. Acolo se implică în a zădărnici o schemă diabolică avansată a lui, Logar șefului securității planetei (jucat tot de Cem Yılmaz), de a se căsători cu prințesa Ceku și salvează planeta.  
Filmul parodiază diverse filme science-fiction, precum Războiul stelelor, Al cincilea element și  Matrix. 

## Distribuție
- Cem Yılmaz - Arif Ișık / Cpt. Logar Trihis
- Rasim Öztekin - Bob Marley Faruk
- Özkan Uğur - Garavel
- İdil Fırat - Mulu
- Șafak Sezer - Kuna
- Özge Özberk - Prințesa Ceku
- Erdal Tosun - Rendroy
- Ozan Güven - 216-Robot
- Cezmi Baskın - Amir Tocha

## Recepție

### Recenzii
Todd Brown, care scrie pentru website-ul Twitch Film, descrie filmul ca fiind „o comedie science-fiction foarte inspirată, foarte Mel Brooks”, cu „câteva lovituri perfecte atât către filmele Star Wars cât și către filmele Matrix ”... a început să aibă un succes uriaș în țara sa natală și a readus filmul turc în atenția publicului internațional, în timp ce a fost prezentat în circuitul de festivalului, "dovedind că Turcia" este capabilă să realizeze producții mari, bine șlefuite cu ceea ce are mai bun."